# Truly Madly Deeply
Truly Madly Deeply is een nummer van het Australische popduo Savage Garden uit 1997. Het is de derde single van hun gelijknamige debuutalbum.

## Achtergrondinformatie
Na hun doorbraak met de single I Want You, gingen de mannen van Savage Garden naar Sydney om daar aan hun debuutalbum te werken. Voor zanger Darren Hayes was het voor het eerst dat hij lange tijd weg was bij zijn vriendin. Omdat hij erg naar haar verlangde, besloot hij zijn gevoelens om te zetten in een nummer, wat uiteindelijk resulteerde in "Truly Madly Deeply". Hayes wilde aanvankelijk dat het nummer een bonustrack op het album zou worden, omdat hij het veel te persoonlijk vond om als single uit te brengen.
Het nummer werd een wereldwijde hit. In Australië, het thuisland van Savage Garden, werd het een nummer 1-hit, net zoals in de Amerikaanse Billboard Hot 100. In de Nederlandse Top 40 was "Truly Madly Deeply" het meest succesvolle nummer van Savage Garden met een 6e positie. In de Vlaamse Ultratop 50 haalde het nummer 4.

## Tracklijst
- CD1

1. "Truly Madly Deeply" – 4:37
2. "I'll Bet He Was Cool" – 4:58

- CD2

1. "Truly Madly Deeply" – 4:38
2. "Truly Madly Deeply" (Australische versie) – 4:38
3. "Truly Madly Deeply" (night radio mix) – 4:35
4. "This Side of Me" – 4:09
5. "Love Can Move You" – 4:47

## Cascada versie
In 2006 maakte de Duitse eurodance-act Cascada een cover van het nummer, die stond op het album Everytime We Touch. Het nummer haalde in 2007 de 29e positie in de Nederlandse Top 40.